# Pycnarmon briocusalis
Pycnarmon briocusalis là một loài bướm đêm trong họ Crambidae.